# Kreuthof (Ehingen)
Kreuthhof ist eine Wüstung auf dem Gemeindegebiet von Ehingen im Landkreis Ansbach (Mittelfranken, Bayern). Kreuthhof lag in der Gemarkung Dambach.

## Geografie
Unmittelbar nordöstlich der ehemaligen Einöde liegen der Kreutweiher und das Waldgebiet Kreuterschlag. 200 Meter südwestlich liegen die Flurgebiete Im Aufeld und die Auwiesen, 200 Meter südöstlich die Wasserrunzel.

## Geschichte
Kreuthof lag im Fraischbezirk des ansbachischen Oberamtes Wassertrüdingen. Gegen Ende des 18. Jahrhunderts bestand der Ort aus zwei Halbhöfen. Grundherr beider Anwesen war das ansbachische Verwalteramt Schwaningen. Von 1797 bis 1808 unterstand der Ort dem Justiz- und Kammeramt Wassertrüdingen.
Infolge des Gemeindeedikts wurde Kreuthof dem 1809 gebildeten Steuerdistrikt Lentersheim und der Ruralgemeinde Dambach zugewiesen. Spätestens 1961 wurde der Hof abgebrochen.

### Einwohnerentwicklung
| Jahr      | 001818 | 001840 | 001861 | 001871 | 001885 | 001900 | 001925 | 001950 | 001961 |
| Einwohner | 7      | 14     | 5      | 9      | 5      | 4      | 10     | 3      | †      |
| Häuser    | 2      | 1      |        |        | 1      | 1      | 1      | 1      | †      |
| Quelle    | [ 7 ]  | [ 8 ]  | [ 9 ]  | [ 10 ] | [ 11 ] | [ 12 ] | [ 13 ] | [ 14 ] | [ 15 ] |

## Religion
Der Ort war evangelisch-lutherisch geprägt und nach St. Johannes der Täufer (Dambach) gepfarrt.